# Pneumologia

Pneumologia

La pneumologia è la branca della medicina che si occupa della cura e dello studio delle malattie dell'apparato respiratorio. L'origine della parola deriva dal greco: πνεύμων ("respiro") e λόγος ("discorso", "studio"). 
Nella pneumologia esistono diverse sotto-specializzazioni, come l'intensivologia respiratoria, la pneumologia interventistica, la medicina del sonno, l'allergologia respiratoria e la pneumologia pediatrica.
Le malattie più frequenti che si presentano in pneumologia sono le seguenti: bronchite cronica, enfisema, asma, allergie, tumore polmonare e della pleura, apnee da sonno, polmonite, tubercolosi, problemi respiratori in relazione con l'inquinamento, disturbi polmonari nei pazienti con malattie genetiche, immunosoppressi e pazienti con insufficienza respiratoria ricoverati nel reparto di terapia intensiva.

## Storia
La storia di questa disciplina cominciò con la scoperta della circolazione sanguigna polmonare. Anticamente Galeno aveva teorizzato che il sangue raggiungesse la parte sinistra del cuore passando attraverso piccoli pori a livello del setto, e subisse poi il processo di ossigenazione. Tuttavia la scoperta del circolo sanguigno polmonare confutò queste ipotesi, grazie all’anatomista e fisiologo Ibn Al-Nafs che nel tredicesimo secolo ipotizzò come non ci fosse un diretto passaggio attraverso i due ventricoli. Egli descrisse per la prima volta il circolo del sangue attraverso l’arteria polmonare, la sua ossigenazione una volta raggiunti i polmoni, e il ritorno fino al cuore per essere distribuito a tutti i tessuti dell’organismo.
Tuttavia la specialità medica venne riconosciuta solamente negli anni Cinquanta. William Welch e William Osler sono considerati i pionieri della specialità, avendo fondato l'Associazione Nazionale per lo Studio e la Prevenzione della Tubercolosi, da cui derivò successivamente l'American Thoracic Society. Lo studio della tubercolosi è stato in seguito riconosciuto come disciplina indipendente, con il nome di tisiologia. Vennero inoltre introdotte diverse invenzioni per valutare i parametri dell’apparato respiratorio (come, per esempio, la misurazione della pressione di gas nel circolo sanguigno arterioso) portando numerosi medici e ricercatori a dedicarsi al campo in via di sviluppo delle malattie respiratorie.

## Formazione professionale
Lo specialista di questa branca medica è il laureato in medicina e chirurgia e specializzato in malattie dell’apparato respiratorio. Negli Stati Uniti e in UK, nonché in altri paesi dell'Unione europea la specialità in pneumologia comprende anche quella in medicina intensiva (Pulmonology & Intensive Care Medicine).
Il corso di specializzazione si articola in cinque anni (o in quattro in altri paesi dell'Unione europea). Nella sua formazione uno specialista in pneumologia segue un percorso di formazione in fisiologia e fisiopatologia respiratoria, un periodo di apprendimento per l'esecuzione e l'interpretazione delle prove di funzionalità respiratoria, un periodo di formazione generale in branche cliniche affini quali: allergologia ed immunologia, medicina interna, cardiologia, medicina d'urgenza e anestesia e rianimazione, oncologia. 
Al termine del percorso generale che si articola in genere nei primi due anni di corso, con un periodo di formazione anche sulla diagnostica radiologica del torace, inizia un training di secondo livello nel quale è prevista la frequenza e l'apprendimento presso centri di malattie rare del polmone, di oncologia toracica,  dell'endoscopia bronchiale (pneumologia interventistica), delle manovre di interventistica sul torace (posizionamento di drenaggi, mediastino e toracoscopie), nonché di acquisizione di metodiche ecografiche e delle metodiche di ventilazione polmonare e gestione delle vie aeree (intensivologia respiratoria).

## Attività e metodiche
Il compito di uno specialista in medicina respiratoria è diagnosticare qualsiasi disfunzione legata all’apparato respiratorio o patologie che potrebbero influenzare il futuro funzionamento delle vie respiratorie.
Prestazioni eseguite in pneumologia sono:
- Prick test per sostanze inalanti
- Spirometria
- Pletismografia
- DLCO
- Test di reversibilità bronchiale
- Polisonnografia
- Saturimetria
- Emogasanalisi
- Fibrobroncoscopia
- Endoscopia bronchiale rigida
- Posizionamento di protesi e disostruzioni bronchiali
- Ecografia toraco-polmonare e diaframmatica
- Ventilazione meccanica invasiva e non invasiva

### Patologie trattate
Le vie respiratorie e i polmoni sono bersaglio di malattie provocate da batteri, virus e sostanze tossiche (gas, polveri, ecc.), nonché da tumori: i primi possono penetrare con facilità nell'apparato respiratorio insieme all'aria inspirata. Tra le principali complicazioni si ricordano:
- il raffreddore,
- la sinusite,
- l'influenza,
- la faringite,
- la laringite,
- l'asma,
- la tosse,
- la pertosse
- la bronchite,
- la polmonite,
- la broncopolmonite,
- la tubercolosi,
- la pleurite,
- lo pneumotorace,
- l'enfisema,
- l'insufficienza respiratoria,
- l'ostruzione nasale da corpi estranei,
- il tumore al polmone.

### L'intensivologia respiratoria
L'intensivologia respiratoria è una iper-specializzazione della pneumologia, che nasce dall'incontro di competenze trasversali, appartenenti a diverse branche mediche, quali appunto pneumologia, anestesia-rianimazione, medicina interna e medicina d'urgenza con lo sviluppo della medicina di terapia intensiva o Intensive Care Medicine, la progressione delle metodiche di ventilazione invasive e non invasive, nonché delle ventilazioni a lungo termine. 
La figura professionale dello pneumologo intensivista nasce dal sempre più crescente ampliarsi della pneumologia per acuti e dell'acquisizione di competenze trasversali da parte dello pneumologo proprie di altre specialità. L'intensivista respiratorio deve essere competente non solo in un ampio spettro di condizioni comuni tra i pazienti in condizioni critiche, ma anche con le procedure e i dispositivi tecnici (ad esempio ventilatori meccanici) utilizzati nella terapia intensiva, gestione delle vie aeree, esecuzione di broncoscopie, posizionamento di drenaggi endopleurici, di accessi vascolari centrali, competente in metodiche ecografiche e nella gestione dei farmaci di sedazione e di urgenza. Gli intensivisti sono spesso i leader di team multidisciplinari di fornitori di assistenza per aiutare a coordinare, collaborare e facilitare la fornitura di risultati basati sull'evidenza. I membri del team sono composti da medici internisti, infermieri, terapisti respiratori, farmacisti, dietisti e altri specialisti d'organo.
Storicamente, le unità di terapia intensiva erano guidate da anestesisti. Sempre più spesso, tuttavia, la terapia intensiva respiratoria è supervisionata da pneumologi. La medicina di terapia intensiva iniziò negli anni '20 con l'introduzione del polmone d'acciaio, per il trattamento dell'insufficienza respiratoria associata alla poliomielite. Il passo successivo importante è stata la disponibilità di tubi per le vie aeree e lo sviluppo di ventilatori meccanici, che erogano aria direttamente nelle vie aeree del paziente. Questi si sono sviluppati dai requisiti della moderna chirurgia per facilitare un migliore controllo dell'anestesia durante le operazioni. La medicina di terapia intensiva ha beneficiato delle nuove tecniche di ventilazione, inizialmente applicate esclusivamente ai pazienti chirurgici. Entro la metà del XX secolo la medicina di terapia intensiva consisteva principalmente nella ventilazione meccanica tramite un tubo endotracheale o tracheostomico.
Negli Stati Uniti e nel Regno Unito, la terapia intensiva è diventata parte integrante della medicina respiratoria, ma nella maggior parte dei Paesi europei, gli anestesisti sono diventati responsabili della maggior parte delle unità di terapia intensiva generale e postoperatoria. Tuttavia, questo modello non si è sviluppato in modo uniforme in tutta Europa. In alcuni paesi si è sviluppata una nuova specialità intensivologica respiratoria, mentre in altri la formazione in terapia intensiva è stata incorporata nel curriculum di diverse specialità, tra cui anestesia, medicina interna, pneumologia e pediatria. All'interno delle specialità mediche sono state sviluppate strutture di assistenza più specializzate per prendersi cura di pazienti con insufficienza di un singolo organo (terapie intensive d'organo), ad es. terapie intensive cardiologiche, terapie intensive respiratorie e, ultimamente, stroke unit. In alcuni Paesi la presenza della medicina respiratoria in terapia intensiva è ancora relativamente bassa, anche se l'insufficienza respiratoria acuta è uno dei tre problemi principali nella moderna medicina di terapia intensiva, insieme all'insufficienza circolatoria e alle infezioni gravi. La crescente attenzione della medicina respiratoria sui pazienti con malattie respiratorie croniche ha portato allo sviluppo di unità di assistenza respiratoria intermedia, specializzate nel trattamento dell'insufficienza respiratoria come problema di un singolo organo. Sono state sviluppate tecniche terapeutiche che potrebbero essere eseguite al di fuori di unità di terapia intensiva completamente attrezzate, tra cui fisioterapia specializzata, terapia respiratoria, sistemi di supporto meccanico per l'espettorazione delle secrezioni e sistemi di erogazione di ossigeno migliorati.
L'introduzione della ventilazione meccanica non invasiva (NIV) alla fine del XX secolo è stato un progresso importante. Una maschera facciale o un'altra interfaccia, viene utilizzata per erogare aria senza la necessità di intubazione e dei relativi rischi come l'infezione. Inizialmente, la NIV è stata applicata a pazienti con insufficienza ventilatoria cronica, causata da malattie che non hanno origine dal polmone, cioè disturbi neuromuscolari come la sindrome postpolio e le distrofie muscolari, e gravi deformazioni del torace e della colonna vertebrale come la scoliosi. La NIV domiciliare a lungo termine viene ora utilizzata di routine per trattare queste condizioni. Con una migliore comprensione della fisiopatologia della broncopneumopatia cronica ostruttiva (BPCO) (che si traduce in ipercapnia dovuta, in parte, alla relativa debolezza dei muscoli respiratori), l'uso della NIV è stato esteso ai pazienti con BPCO avanzata e insufficienza respiratoria ipercapnica, in particolare durante le esacerbazioni acute (AE-COPD). Questi pazienti sono un gruppo numeroso e in molti ospedali la NIV viene ora utilizzata di routine per trattare pazienti con AE-BPCO ipercapnica e acidosi al di fuori delle tradizionali unità di terapia intensiva, in unità ad alta intensità respiratoria o nel reparto di pneumologia generale. Ciò evita, in molti di questi pazienti, la necessità di intubazione e le sue complicanze, in particolare infezioni e difficoltà nello svezzamento dal ventilatore. La NIV viene utilizzata anche nello svezzamento dalla ventilazione meccanica invasiva e dopo il fallimento dell'estubazione. Ruolo delle UTIR o unità di terapia intensiva respiratoria e delle unità di monitoraggio intermedio UTsIR, è anche quello del trattamento dei pazienti con insufficienza respiratoria acuta e acuta su cronica, acidosi e ipercapnia, ARDS, polmoniti con ipossiemia severa, pazienti con shock settico a partenza polmonare e instabilità di circolo, gestione di pazienti intubati e con tracheostomia, pazienti con malattie neuromuscolari, weaning da ventilazione meccanica invasiva e non invasiva, metodiche di ossigenazione extracorporea e di rimozione di CO2. Gli pneumologi di molti Paesi hanno istituito o sono ora coinvolti in centri specializzati per lo svezzamento. Corsi di insegnamento rilevanti sono stati sviluppati per medici di altre branche, infermieri, fisioterapisti e terapisti respiratori, che sono parte attiva nella gestione multidisciplinare di questi pazienti a elevata complessità, dove a coordinare vi è la figura dello pneumologo intensivista. 

### La pneumologia interventistica
La pneumologia interventistica è una disciplina derivata dalla endoscopia toracica diagnostica e operativa. La nuova dizione è stata necessaria per adeguare la materia alla continua evoluzione tecnologica, scientifica e clinica. Comprende le attività di endoscopia toracica e in genere dell'endoscopia toracica eseguita dagli pneumologi in Italia, con l'utilizzo e il perfezionamento di tutte le metodiche della endoscopia bronchiale diagnostica e operativa nell'adulto e nel bambino: lavaggio broncoalveolare, biopsia transbronchiale, agoaspirato transbronchiale, laserterapia, posizionamento di endoprotesi tracheobronchiali, ecc. e della toracoscopia medica, diagnostica e operativa.
Negli ultimissimi anni vi è stato un incremento di interesse per le metodiche endoscopiche e operative in genere anche da parte delle Società Scientifiche Pneumologiche Internazionali più importanti (SIET, ACCP, ERS, ATS, AIPO e SIMeR) che ha portato attraverso l'elaborazione di documenti autorevoli (1, 2, 3, 4) a una puntualizzazione di tali metodiche, endoscopiche e no, individuandone e riaffermandone le competenze nella figura dello pneumologo.

## Associazioni e riviste di settore
Associazioni di pneumologia sono l'Associazione Italiana Pneumologi Ospedalieri (AIPO), l'American Association for Bronchology and Interventional Pulmonology (AABIP), la Società Italiana Medicina Respiratoria (SIMER), l' Associazione Italiana Malattie Apparato Respiratorio (AIMAR), la European Respiratory Society (ERS) e l'American Thoracic Society (ATS).
Principali riviste scientifiche di settore sono:
- American Journal of Respiratory and Critical Care Medicine
- Thorax Journal
- Chest
- Respirology
- The European Respiratory Journal
- Clinical Pulmonary Medicine
- European Respiratory Review
- Pulmonary and Respiratory Medicine Journal
- Archivios de Bronchopneumologia
- Rassegna di Patologia dell’Apparato Respiratorio